# Czarnia (gmina)
Pour les articles homonymes, voir Czarnia.
Czarnia est une gmina rurale (gmina wiejska) de la powiat d'Ostrołęka, dans la Voïvodie de Mazovie, dans le centre-est de la Pologne.
Son siège administratif (chef-lieu) est le village de Czarnia, qui se situe environ 40 kilomètres au nord-ouest d'Ostrołęka (siège de la powiat) et 127 kilomètres au nord de Varsovie (capitale de la Pologne).
La gmina couvre une superficie de 92,53 km2 pour une population de 2 620 habitants en 2006.

## Histoire
De 1975 à 1998, la gmina est attachée administrativement à la voïvodie d'Ostrołęka.

Depuis 1999, elle fait partie de la voïvodie de Mazovie.

## Géographie
La gmina inclut les villages et localités de :

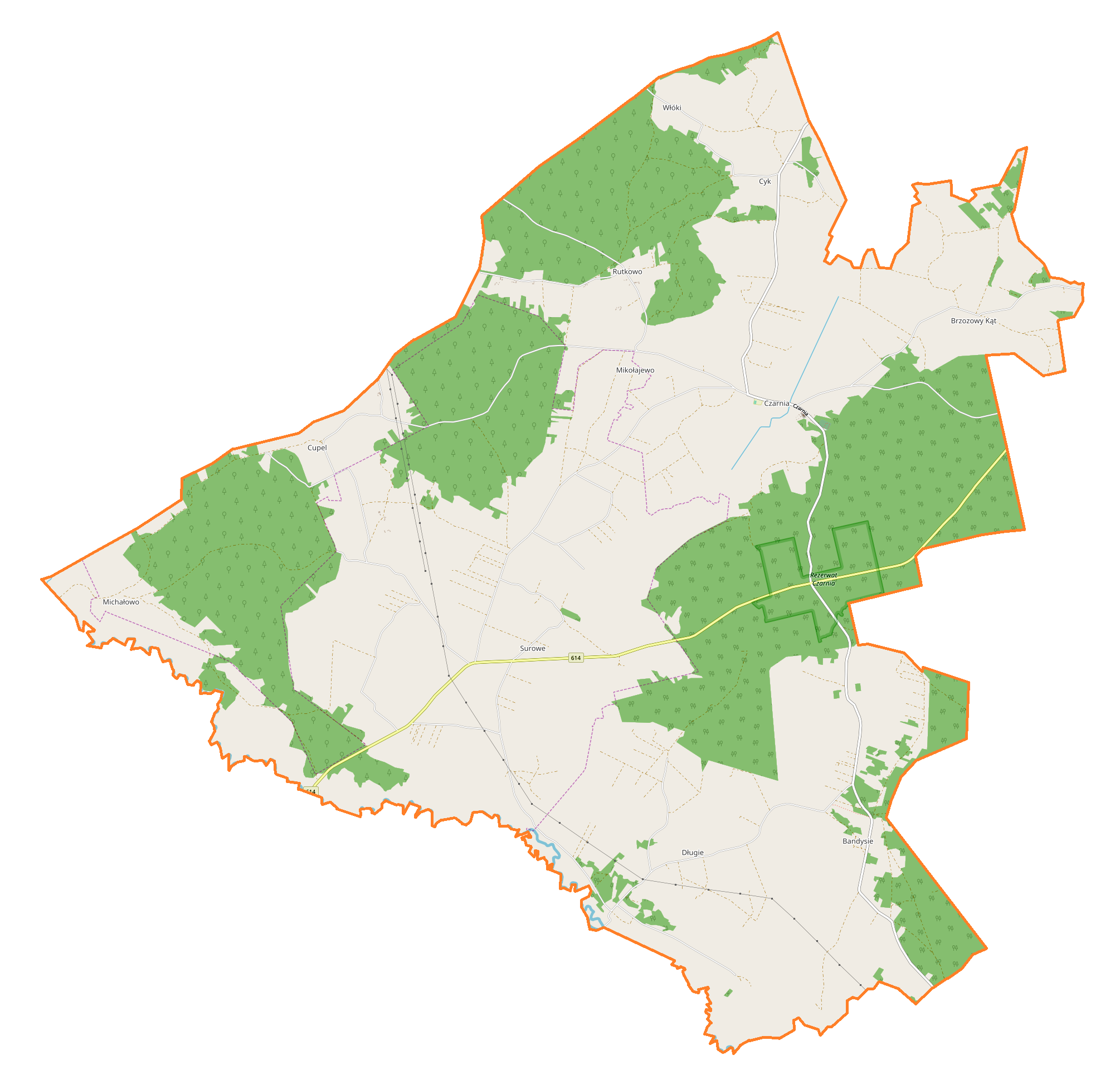
Plan de la gmina

- Bandysie
- Brzozowy Kąt
- Cupel
- Cyk
- Czarnia
- Długie
- Michałowo
- Rutkowo
- Surowe

### Gminy voisines
La gmina de Czarnia est voisine des gminy suivantes :
- Baranowo
- Chorzele
- Myszyniec
- Rozogi
- Wielbark

## Structure du terrain
D'après les données de 2002, la superficie de la commune de Czarnia est de 92,53 km2, répartis comme tel :
- terres agricoles : 60 %
- forêts : 38 %

La commune représente 4,41 % de la superficie du powiat.

## Démographie
Données du 30 juin 2004 :
| Description        | Total  | Total | Femmes | Femmes | Hommes | Hommes |
| ------------------ | ------ | ----- | ------ | ------ | ------ | ------ |
| Unité              | Nombre | %     | Nombre | %      | Nombre | %      |
| Population         | 2 635  | 100   | 1 280  | 48,6   | 1 355  | 51,4   |
| Densité (hab./km²) | 28,5   | 28,5  | 13,8   | 13,8   | 14,6   | 14,6   |